# Grzegorz (Durić)
Grzegorz, nazwisko świeckie Durić (ur. 17 grudnia 1967 w Varešu) – serbski biskup prawosławny.

## Życiorys
W 1984 ukończył Szkołę Elektroniczną w Varešu. W 1989 rozpoczął wyższe studia teologiczne na Uniwersytecie Belgradzkim. Przez rok odbywał w Zagrzebiu zasadniczą służbę wojskową. 23 czerwca 1992 złożył wieczyste śluby mnisze w monasterze Ostrog. Następnie razem z biskupem Atanazym (Jevticiem) przeniósł się do monasteru Tvrdoš. 17 lipca 1992 przyjął święcenia diakońskie, zaś 19 sierpnia tego samego roku – kapłańskie. W 1994 ukończył studia teologiczne. Od 12 maja 1996 był przełożonym monasteru Tvrdoš jako igumen, zaś od 19 sierpnia 1997 jako archimandryta. W latach 1995–1997 studiował podyplomowo w Atenach.
3 października 1999 miała miejsce jego chirotonia biskupia na biskupa zahumsko-hercegowińskiego i przymorskiego. Jako ordynariusz eparchii obejmującej terytorium ogarnięte walkami w czasie wojny w Bośni przyczynił się do odbudowy i remontów szeregu zniszczonych w jej okresie świątyń, organizował liczne konferencje teologiczne.
W 2015 po śmierci metropolity Dabaru i Bośni Mikołaja, został administratorem kierowanej przez niego wcześniej metropolii. W maju 2018 r. Święty Synod Serbskiego Kościoła Prawosławnego przeniósł go na katedrę Frankfurtu i całych Niemiec, przemianowaną później na katedrę Düsseldorfu i całych Niemiec (Serbische orthodoxe Diözese von Düsseldorf und Deutschland).